# ミロンガ

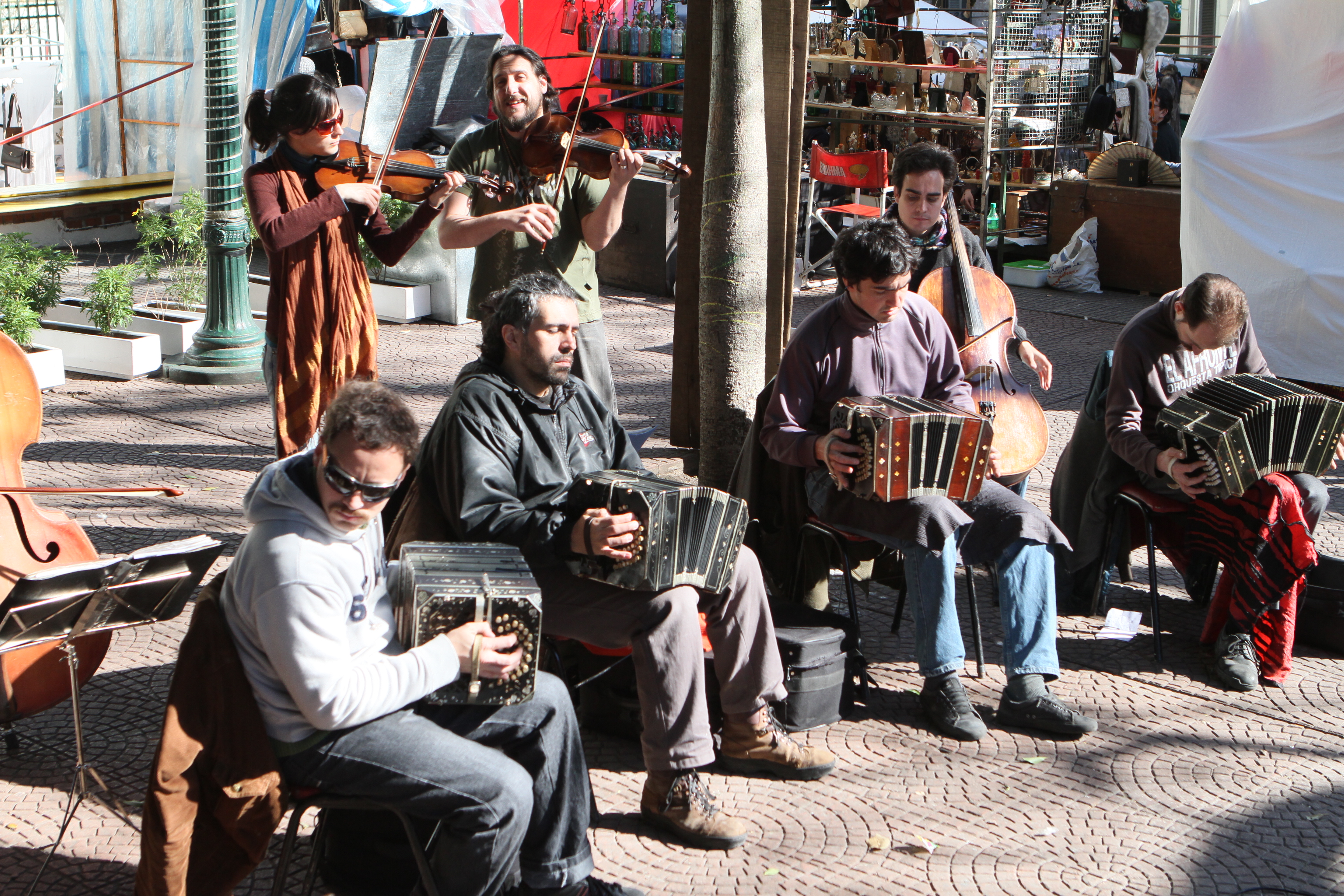
ミロンガの音楽グループの演奏（ブエノスアイレス）

ミロンガ（西: Milonga）は、アルゼンチン、ウルグアイ、およびブラジル南部の音楽のジャンル、およびその音楽によって踊られるダンスの形式である。

## 概説
ミロンガはラ・プラタ川地域のアルゼンチン、ウルグアイに起源を持ち、アルゼンチンとウルグアイにあった黒人のコミュニティにルーツを辿る。

### タンゴが踊られる場所を示す単語
ミロンガという言葉はバントゥーの言葉に由来し、この表現は「歌詞」を意味する。ミロンガはタンゴのダンスパーティーのことを意味する言葉でもある。
詳しくはミロンガ (場所)を参照。

## 歴史
- 1870年代には非常に人気があった。
- ミロンガは初期の「パジャーダ・デ・コントラプント」として知られている歌の形式に由来している。
- ブエノスアイレスで流行ったミロンガは、ミロンガ・シウダダーナ milonga ciudadana となりタンゴの一種とされることもよくあるまでに「タンゴ」化されてしまい一旦は廃れてしまう。
- また、ブエノスアイレス以外でのミロンガは、ミロンガ・カンペーラ milonga campera または、ミロンガ・パンペアーナ milonga pampeana として、フォルクローレのジャンルとして生き残る。
- ピアニストのセバスティアン・ピアナ Sebastián Piana が、1931年に、『ミロンガ・センチメンタル』を発表し、タンゴとされたほうのミロンガは復活する。
  - タンゴの一種として『軍靴の響き』などの曲が、タンゴ愛好家の人気となる。
  - 時代は下り、アストル・ピアソラも、『天使のミロンガ』を作曲している。
  - タンゴのサイトの Todotango でも、ミロンガと分類されている曲が300曲ほどある。

- ミロンガ・カンペーラでは、アルゼンチンのフォルクローレ第一人者のアタウアルパ・ユパンキの曲が有名。
  - そのうち一つである、『牛車にゆられて』という曲がよく聴かれる。

## リズム
歌は軽快な2/4拍子で決まり、しばしば即興のミュージカルが含まれる。
- 時間が経つにつれ、ダンスのステップと他の音楽の影響が加わり、結局はタンゴになる。
- 2/4の形式にもかかわらず、リズムは変則的である。
- シンコペーションが効き、1拍目にアクセントを置き (時々2拍目になる)、4拍目、5拍目、7拍目と続いて8ビートを成立させる。

- 通常の 2/4
[1] 2 3 4 [5] 6 7 8
- ミロンガ
[1] 2 3 [4] [5] 6 [7] 8, 時々 [1] [2] 3 [4] [5] 6 [7] 8
- 332
[1] 2 3 [4] 5 6 [7] 8

## 有名なミロンガ

### ミロンガ・シウダダナ
タンゴ関連の番組でよく聴かれるミロンガであり、タンゴ楽団によって演奏されることが多い。タンゴとして扱われることもある。
- ラ・プニャラーダ　La puñalada
- ラ・トランペーラ　La trampera
- ミロンガ・センチメンタル　Milonga sentimental
- ブエノスアイレスの影法師　Silueta porteña
- 軍靴の響き　Taquito militar

### ミロンガ・カンペーラ
フォルクローレとして聴かれるミロンガの楽曲である。
- 牛車にゆられて　Los ejes de mi carreta

## ダンス
ミロンガはタンゴと同じ要素を使い、脚と体の大きなリラックスを必要とする。
- 動きは通常早く、停止はなされない。
- 複雑なフィギュアのない、かなりリズミカルなウォーキングの種類であり、タンゴよりかなり「ルスティック」な形式である。

ミロンガには、以下の異なる形式がある。
したがってダイナミックは早く走ることや多くの場所をとることなく踊られることになる。
- ダンサーが音楽の全ての拍子でステップを刻む「ミロンガ・リサ」（単純なミロンガ）。
- ダンサーがトラスピエまたはコントラパソス（一つの足から別の足に重心を移し、2拍の中で倍の時間か3ステップで再び元に戻す）を音楽の中で演出する「ミロンガ・コン・トラスピエ」。